# 청의 아이리스
《청의 아이리스》(일본어: 青のアイリス)는 야부우치 유가 그린 일본의 만화이다. 쇼가쿠칸의 만화잡지인 챠오에서 2021년 2월호부터 연재를 시작하였으나, 2021년 10월호부터 휴재 중이다.

## 줄거리
"초인기 버튜버의 사랑의 행방은!?"
생각보다 몸이 먼저 앞서는 니지가하라 아이리는 학교에서 여자아이들에게 인기가 많은 꽃미남형으로 중학교 2학년생 여자아이.
활기찬 성격 탓에 '야수의 기사'라는 별명으로 불리고 있다.
하지만, 그런 여장부인 아이리는 진심으로 여자아이다워지고 싶어 한다.
실은 아이리에게는 누구에게도 말할 수 없는 비밀이 하나 있는데 바로 엄청 귀여운 대인기 버튜버 '아오노 아이리스'로 활동 중이라는 사실이다.
어느 날, 가상 공간에서 만난 수수께끼의 소년에 대해 궁금해지기 시작하는 아이리.
현실에서는 학교의 두 명의 왕자와도 사랑에 빠지게 되는데…?
예측 불가능한 사랑은 어디로 향하는 걸까!?

## 등장인물
니지가하라 아이리(虹ヶ原愛理(にじがはらあいり))
성우 야마시타 나나미
아스바 카츠키(明日葉克樹(あしたばかつき))
성우 쿠와타 나오키
타카하타 츠바키(高畑椿(たかはたつばき))
성우 우에니시 텟페이
아야메(綾芽)
성우 모리시마 유카
니지가하라 나오타케(아 군)(虹ヶ原尚武)(あーくん)
성우 에다 타쿠히로
수수께끼의 남자(謎の男)
성우 하세 노리히토
선생님
성우 키무라 하야토
여자A
성우 아보 마리아
여자B
성우 아츠기 나나미
여자C
성우 사사키 나오

## 보이스 코믹
챠오 채널에서 1화를 공개하고 있다.
1. ↑  2020년 12월 28일